# 70710 Chuckfellows
70710 Chuckfellows este un asteroid din centura principală de asteroizi.

## Descriere
70710 Chuckfellows este un asteroid din centura principală de asteroizi. A fost descoperit pe 29 octombrie 1999 în cadrul proiectului CSS. Asteroidul prezintă o orbită caracterizată de o semiaxă mare de 2,56 ua, o excentricitate de 0,05 și o înclinație de 4,0° în raport cu ecliptica.